# De school van Athene

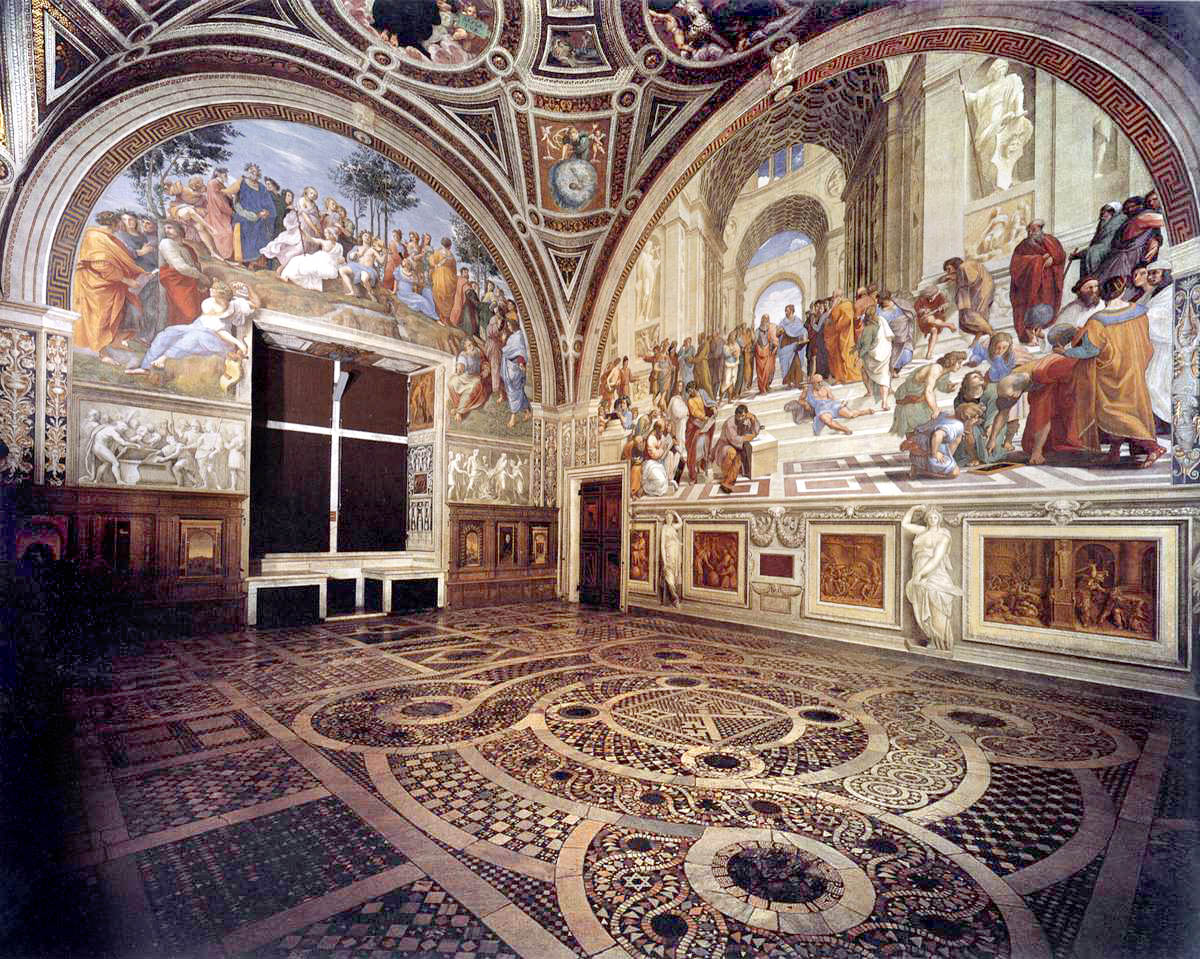
De Stanza della Segnatura met rechts De school van Athene

De school van Athene, Italiaans: Scuola di Atene, is een fresco van de kunstschilder Rafaël in de Stanze di Raffaello, de Kamers van Rafaël, in het Apostolisch Paleis in Vaticaanstad. Rafaël schilderde het fresco tussen 1510 en 1511 daar in de appartementen van paus Julius II. Het toont onder andere de filosofen Plato, Aristoteles en Socrates. De Stanza della Segnatura was de eerste kamer, die moest worden ingericht. De school van Athene is het tweede daar voltooide schilderij, na het Dispuut over het Heilige Sacrament, op de muur er tegenover.
Het fresco is goed met Het Laatste Avondmaal van Leonardo da Vinci te vergelijken, beide zijn een voorbeeld van een fresco uit de Italiaanse renaissance. De school van Athene is een van de weinige fresco's uit de renaissance waarvan het getekende karton nog intact is gebleven. Het karton bevindt zich in de Pinacoteca Ambrosiana, onderdeel van de Biblioteca Ambrosiana in Milaan.

## Beschrijving
De school van Athene beeldt het rationele ware uit, oftewel de filosofie en haar rationele zoektocht naar de Waarheid. De school van Athene is een duidelijk voorbeeld van de tijdgeest waarin Rafaël leefde: de renaissance. De belangstelling voor de klassieke oudheid herleefde in deze periode, niet alleen de kunst werd weer gewaardeerd, maar ook de klassieke ideeën trokken weer de belangstelling.
Rafaël schilderde veel minder in de oude stijl met allegorieën en personificaties van abstracte begrippen, behalve bij de medaillons, maar historische figuren, over wie veel bekend was. Het fresco beeldt een ideale samenkomst van denkers af, die over de filosofie debatteren, onderwijs geven, praten, denken, en daarbij een geconcentreerde indruk maken. De gelaatstrekken van de figuren op de voorgrond duiden op portretten. De aanwezigheid van personen uit Rafaëls eigen tijd tussen die uit de antieke oudheid valt op.
De schildering toont de filosofenschool van Athene op een agora, waar beroemde Griekse filosofen en geleerden, zoals Aristoteles, Plato en Socrates, in groepjes staan te praten. Plato links en Aristoteles rechts staan in het midden, met elkaar in gesprek. Sommige kunsthistorici beweren dat Rafaël het portret van Plato op Leonardo da Vinci deed lijken. Een eenvoudig gebaar symboliseert de kern van hun filosofie: Plato wijst naar boven, Aristoteles strekt zijn arm voor zich uit, met zijn handpalm naar de aarde gericht. Plato symboliseert de speculatieve filosofie doordat hij naar boven wijst, naar het spirituele, het bovennatuurlijke. Aristoteles wijst juist naar de aarde, als bron voor alle wetenschappelijke kennis. De boeken die ze in handen hebben verwijzen hier ook naar. Plato heeft zijn Timaios in zijn hand, waarin hij zijn gedachten over de oorsprong en de schepper van de kosmos uiteenzet, terwijl Aristoteles zijn Ethica in de hand houdt, dat over het juiste gedrag van mensen gaat.
Links van Plato en Aristoteles staat Socrates, die vier vingers ophoudt. Deze symboliseren de vier stadia die men moet doorlopen om een filosofisch gesprek te voeren, geometrie, astronomie, aritmetica en stereometrie. De vier treden van de trap verwijzen hier ook naar. Zijn woeste uiterlijk lijkt op een satyr of Silenus.
De man die met zijn arm op een vierkant blok marmer rust is waarschijnlijk Heraclitus, een vroege Griekse filosoof. Vroeger werd gedacht dat dit een portret van Michelangelo was, door de houding van de man: hij wordt afgebeeld als een serieus, nadenkend persoon. Het is een kenmerk van De school van Athene, dat iedere persoon aan zijn houding, uiterlijk of attributen kan worden herkend. Dit gaat ook voor Heraclitus op, hij wordt meestal met een soort van pen in zijn hand afgebeeld. De vrouw links met een witte toga aan, die zich met een glimlach omdraait heeft de gelaatstrekken van Francesco Maria van Urbino. Het hoofd van het kind, achter Epicurus, met een krans van wijnbladeren op zijn hoofd, lijkt op de jonge Federigo Gonzaga.
Euclides staat rechts afgebeeld, bukkend om iets uit te leggen, met de gelaatstrekken van Bramante. Iets verder naar achteren staan twee jongemannen bij elkaar: Rafaël met een zwarte en Il Sodoma met een witte hoed. De man die voor Aristoteles op de trappen ligt is Diogenes. Er staat links onder in een groepje met een boek en een bord met een tekening, dat zijn Pythagoras en Averroes. Pythagoras is afgebeeld terwijl hij een boek schrijft.
De beelden op de achtergrond zijn een verwijzing naar de klassieken: de linker beeldt Apollo uit, te herkennen aan zijn harp, en de rechter stelt Athena voor, die aan haar wapenuitrusting is te herkennen.
Helemaal aan de rechterkant van het fresco, naast de pilaar, zijn twee hoofden. Dit zijn Rafaël en zijn eerste leermeester Perugino. Helemaal links, bovenste rij staat de priester en filosoof Marsilio Ficino afgebeeld, die de god Hermes, met in zijn linkerhand het geschrift Corpus Hermeticum, ten tonele voert. De gevleugelde voeten van Hermes bleven verborgen.
extra gevonden informatie bij Rudolf Steiner aangaande de fresco :Citaat “Ik heb het vroeger vaak gezegd hoe het zit met Raphaels fresco «De school van Athene ». Gewoonlijk zijn de twee middelste figuren in de afbeelding opgevat als Plato en Aristoteles. Dat is een verkeerde voorstelling van zaken. De éne figuur is Paulus, die in Athene verschijnt onder de filosofen.
Later werd ik attent gemaakt op de samenhang tussen de rechter en linker kant van de Fresco en ik kreeg te horen dat de woorden uit het evangelie van Lucas, die op de Fresco stonden later zijn overschilderd met woorden uit de Pythagoischen School. En verder dat rechts op de afbeelding in een groepje op Sterrenkunde wordt gewezen en dat wat daar erkend werd in de groep aan de linkerkant werd opgeschreven…..”
(bron GA130 R Steiner blz 55)

## Afgebeelde personen

1: Zeno van Citium –
2: Epicurus –
3: Frederik II Gonzaga graaf van Mantua ? –
4: Boëthius, Anaximander of Empedocles ? –
5: Averroes –
6: Pythagoras –
7: Alcibiades of Alexander de Grote ? –
8: Antisthenes of Xenophon? –
9: Hypatia of de jonge Francesco Maria della Rovere ? –
10: Aeschines of Xenophon ? –
11: Parmenides ? –
12: Socrates –
13: Heraclitus, geschilderd als Michelangelo –
14: Plato met de Timaeus, geschilderd als Leonardo da Vinci – deze figuur is door Rudolf Steiner beschreven als de Apostel Paulus
15: Aristoteles die de Ethica Nicomachea vasthoudt –
16: Diogenes van Sinope –
17: Plotinus? –
18: Euclides of Archimedes met studenten, geschilderd als Donato Bramante ? –
19: Strabo of Zoroaster ? –
20: Claudius Ptolemaeus –
R: Raphael als Apelles –
21: Il Sodoma als Protogenes –
22: Marsilio Ficino en de god Hermes

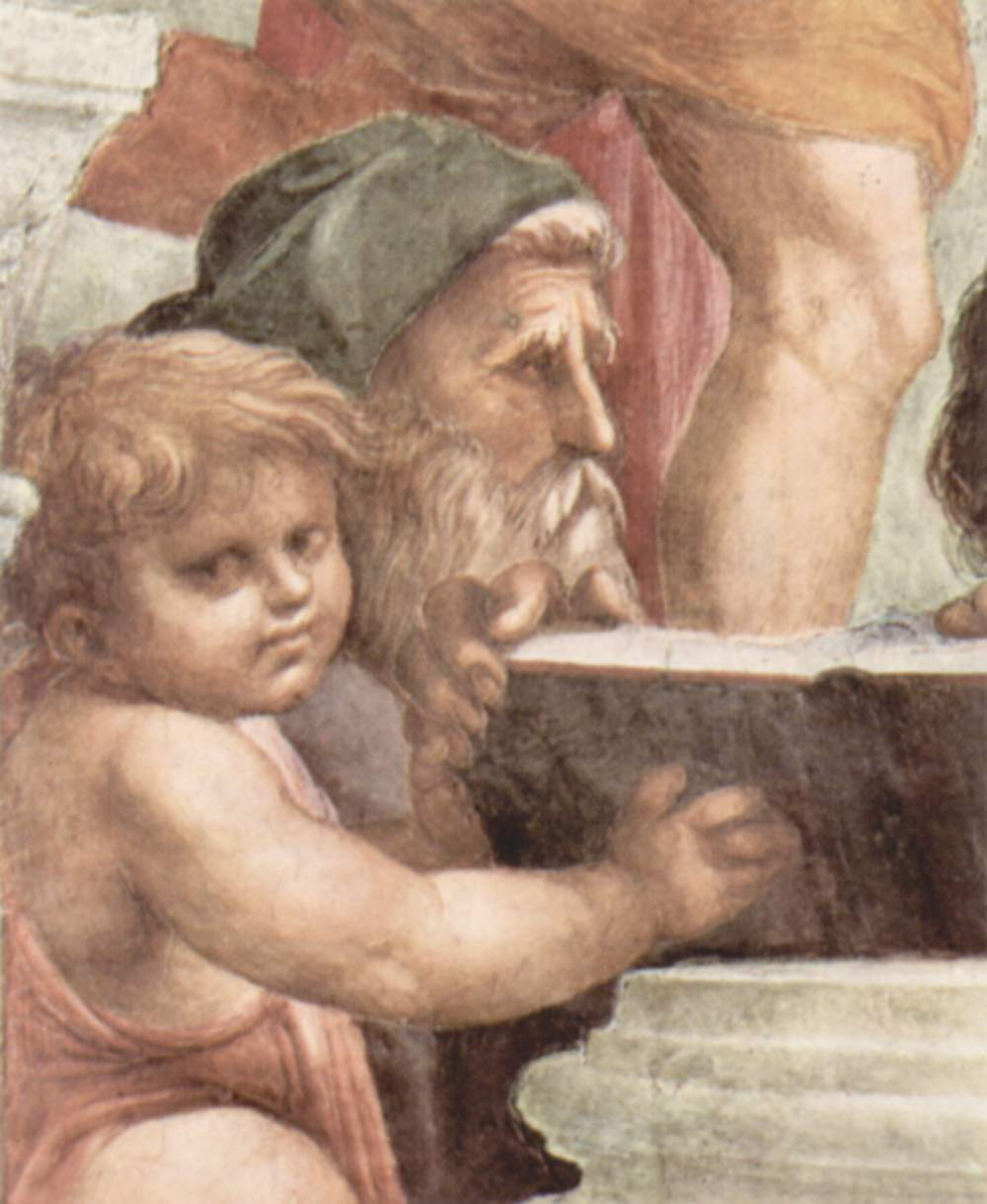
Zeno van Citium of Zeno van Elea
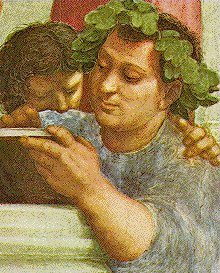
Epicurus
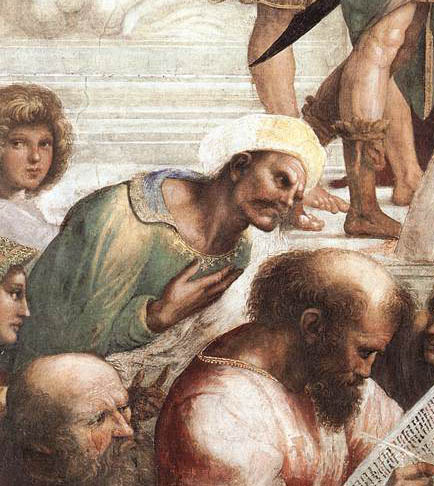
Averroes en Pythagoras
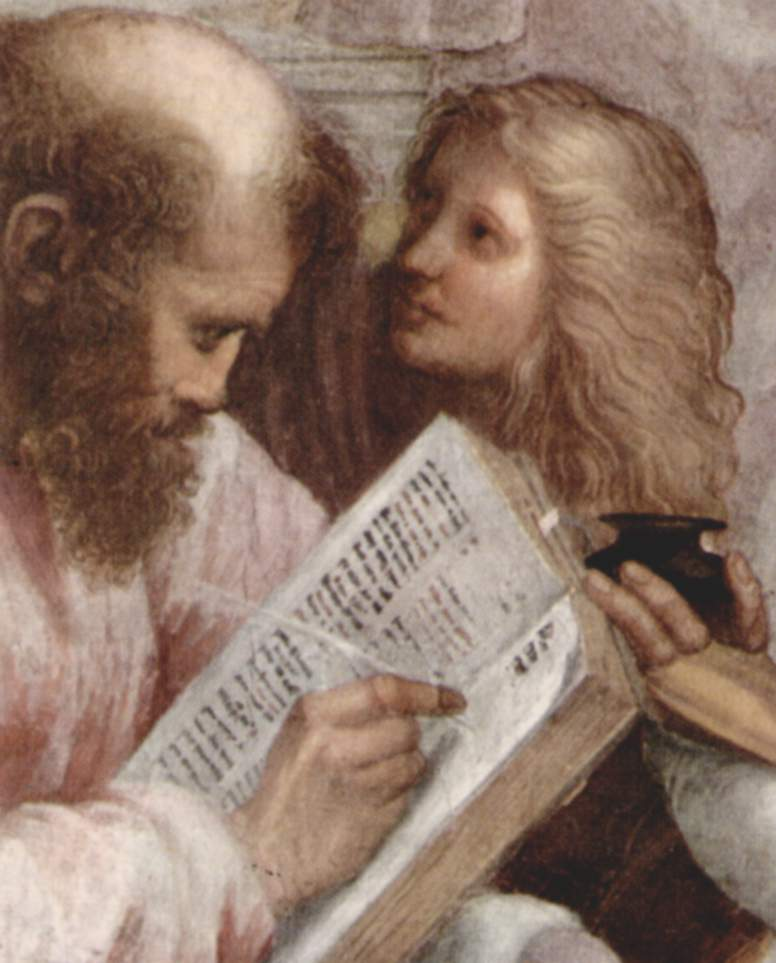
Pythagoras
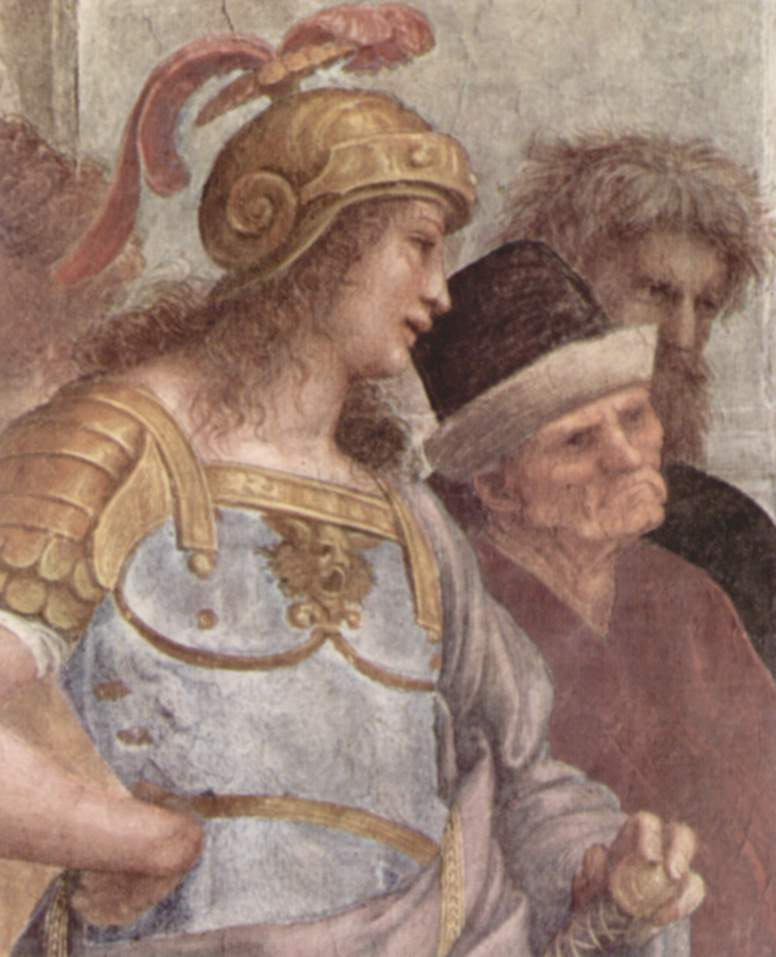
Alcibiades of Alexander de Grote en Antisthenes of Xenophon
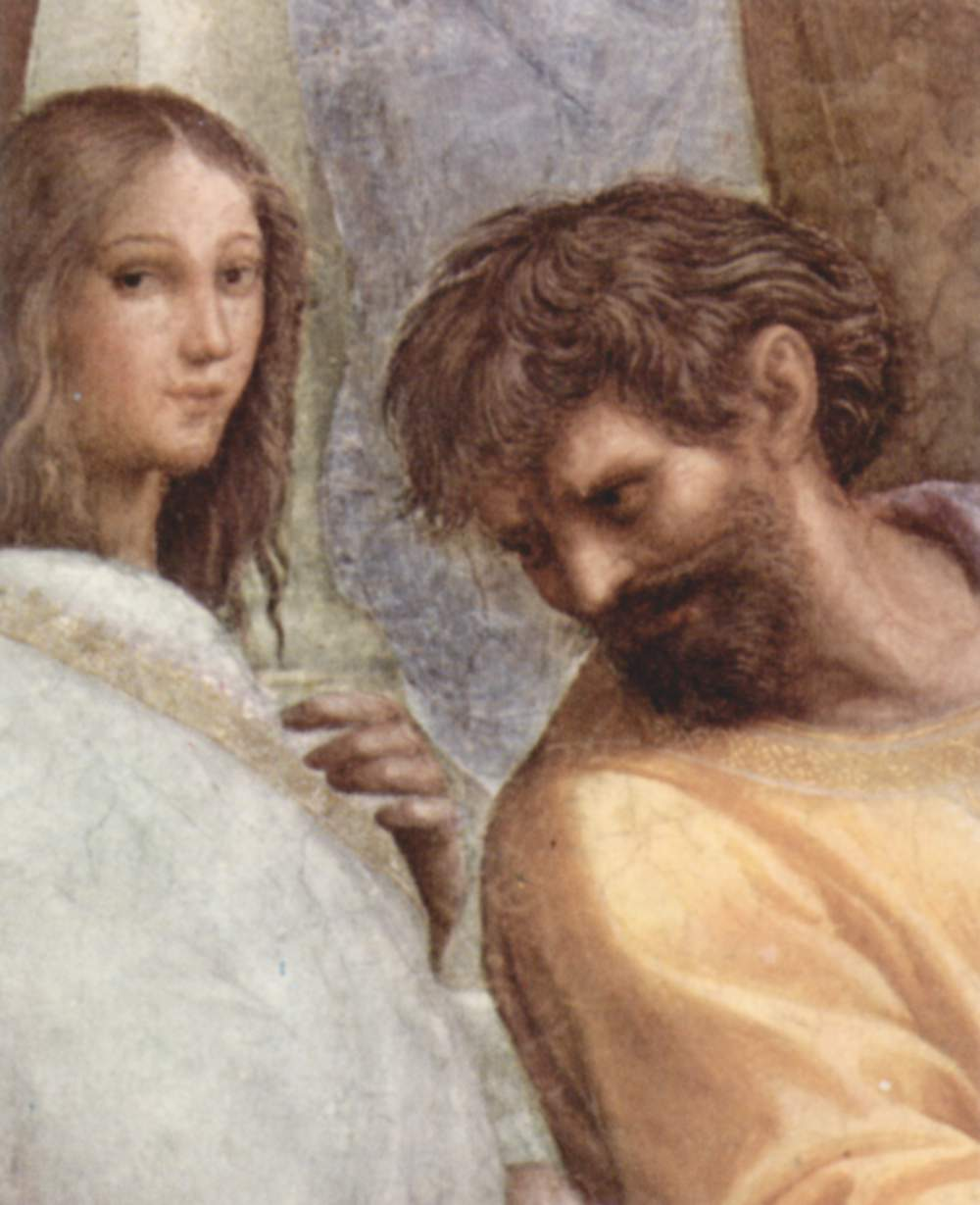
Hypatia of Francesco Maria della Rovere en Parmenides
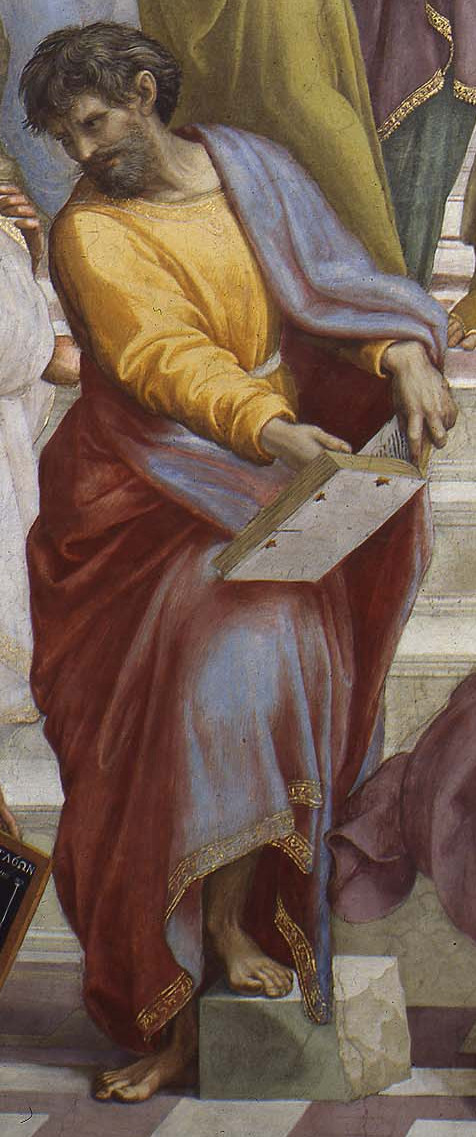
Parmenides
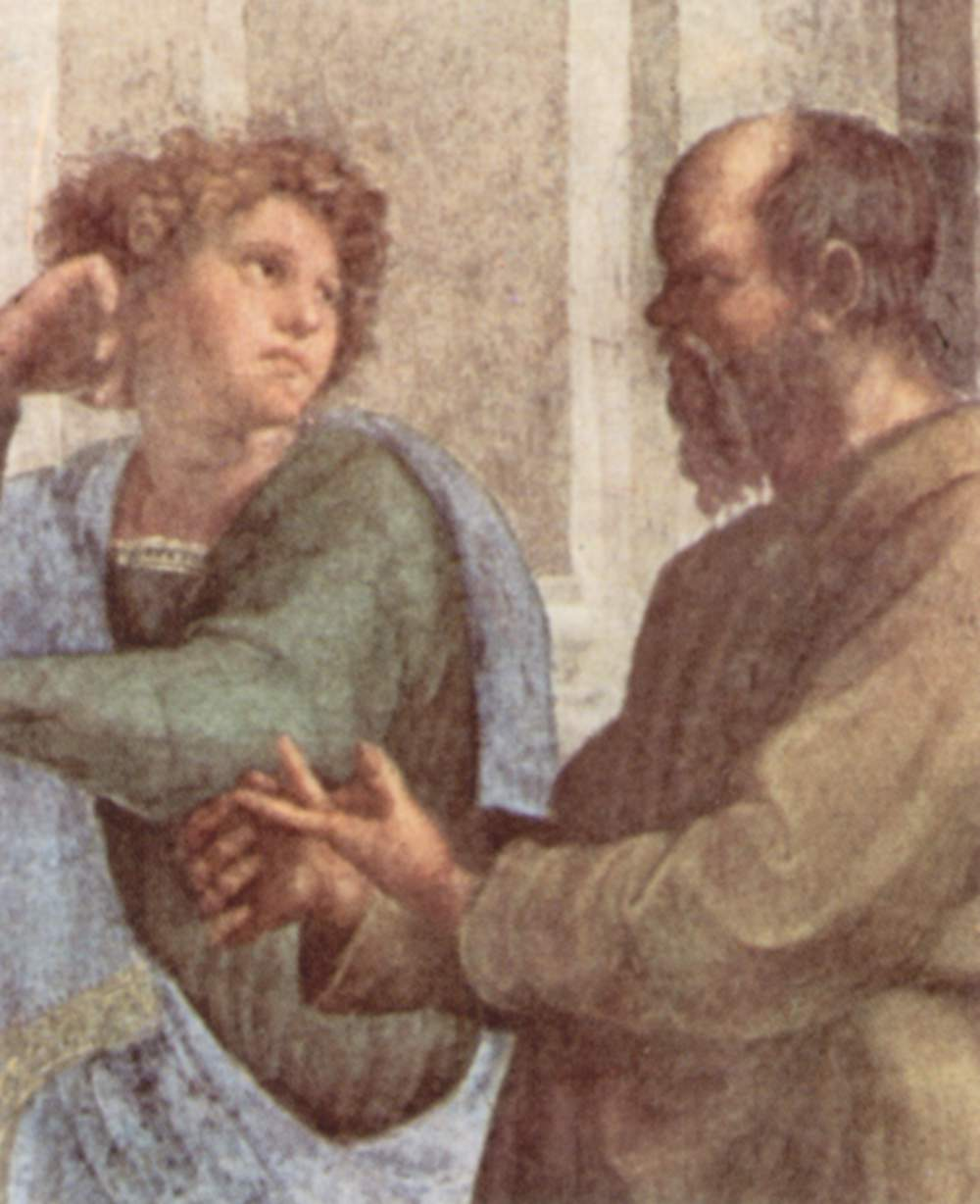
Aeschines of Xenophon en Socrates
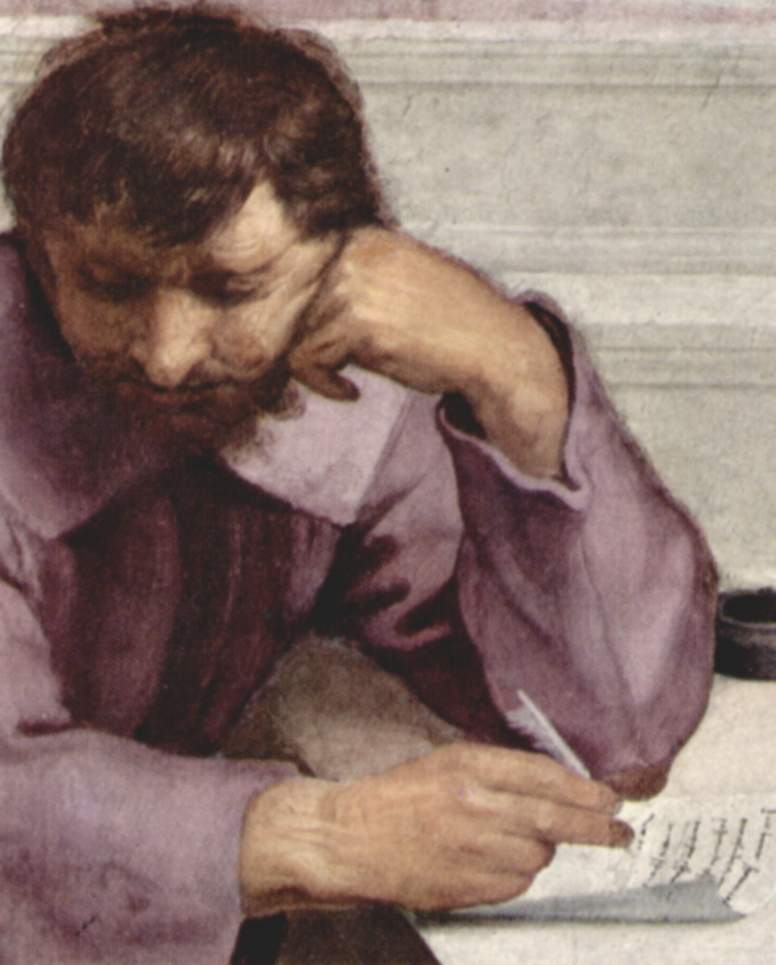
Michelangelo als Heraclitus
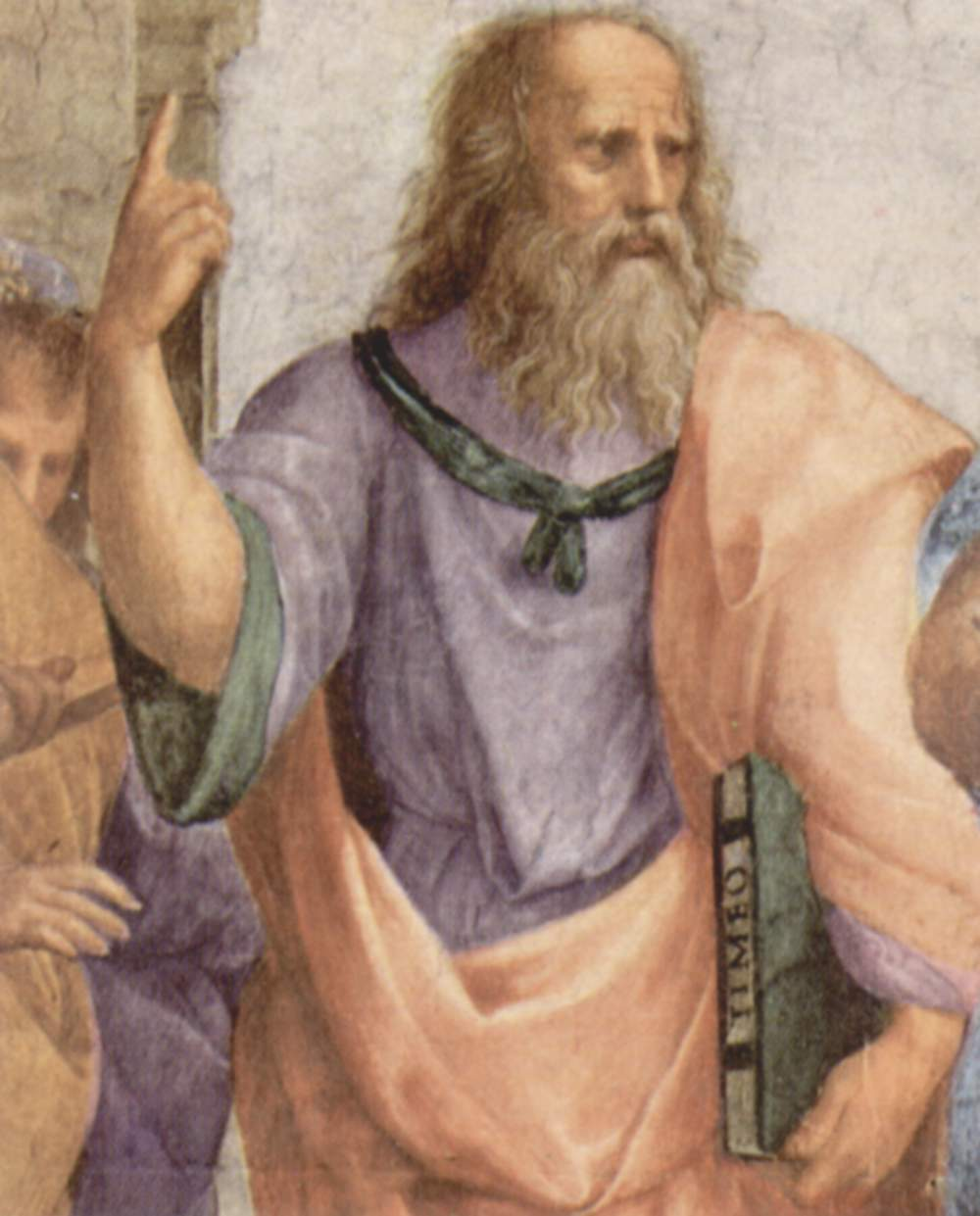
Leonardo da Vinci als Plato
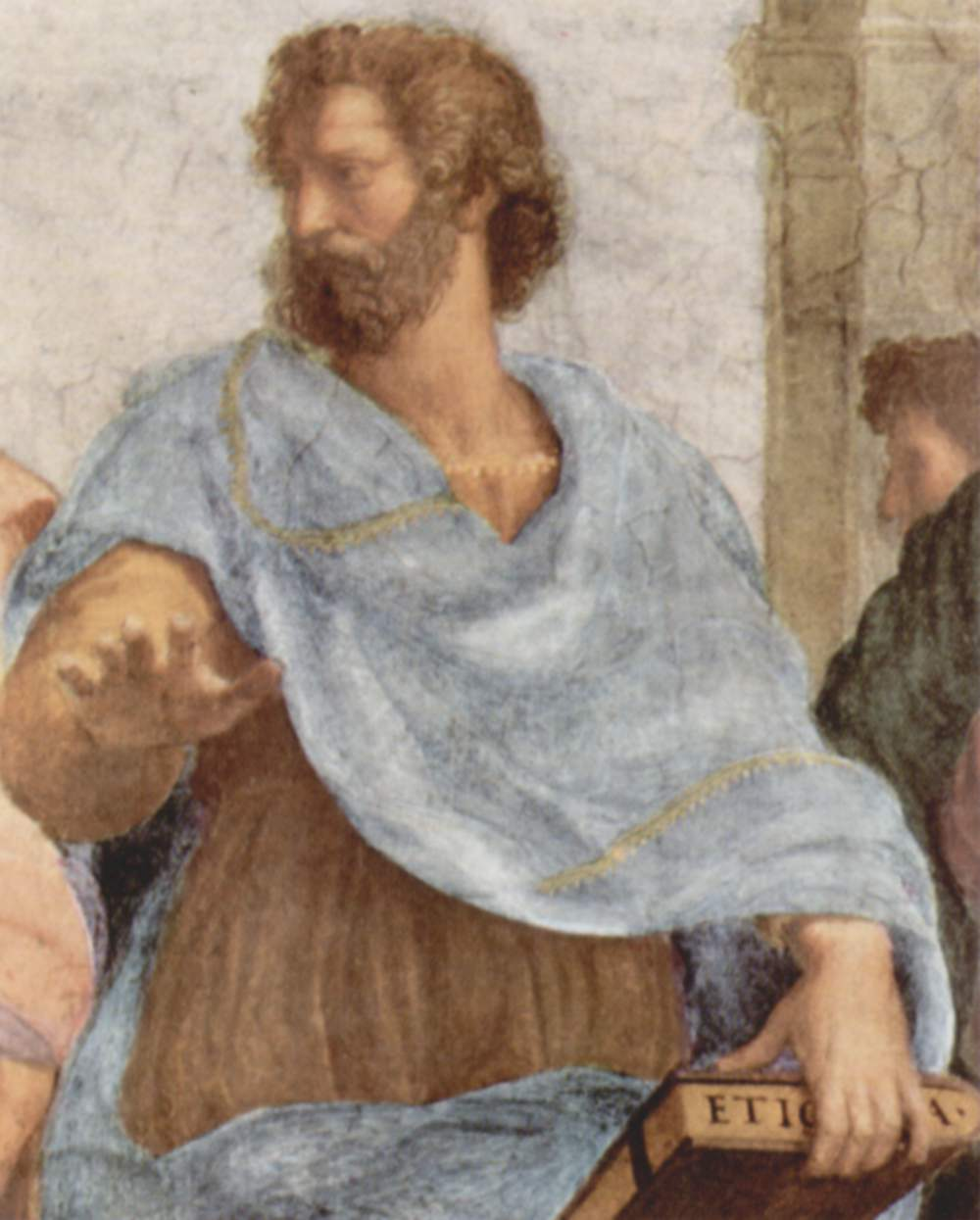
Aristoteles
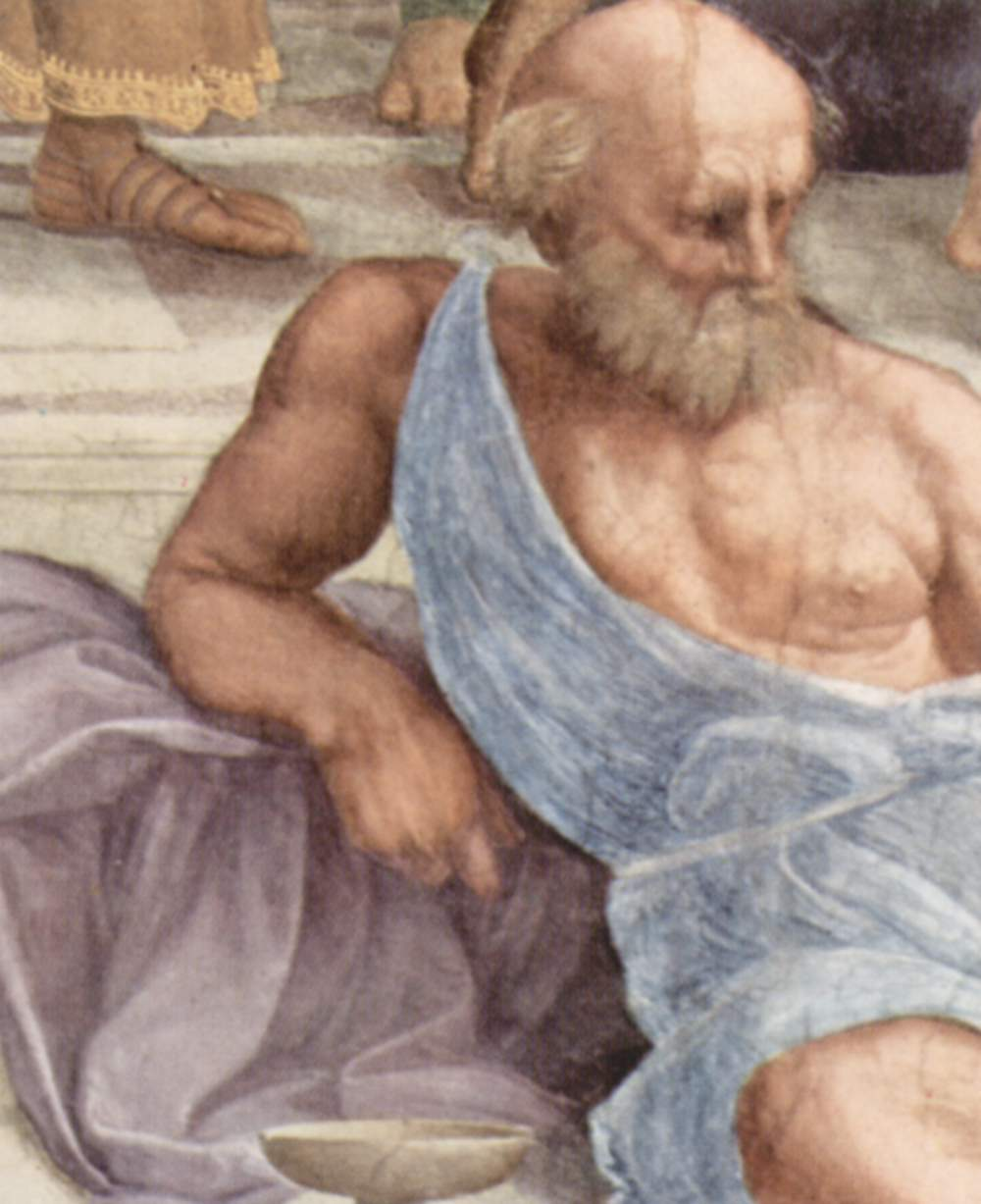
Diogenes
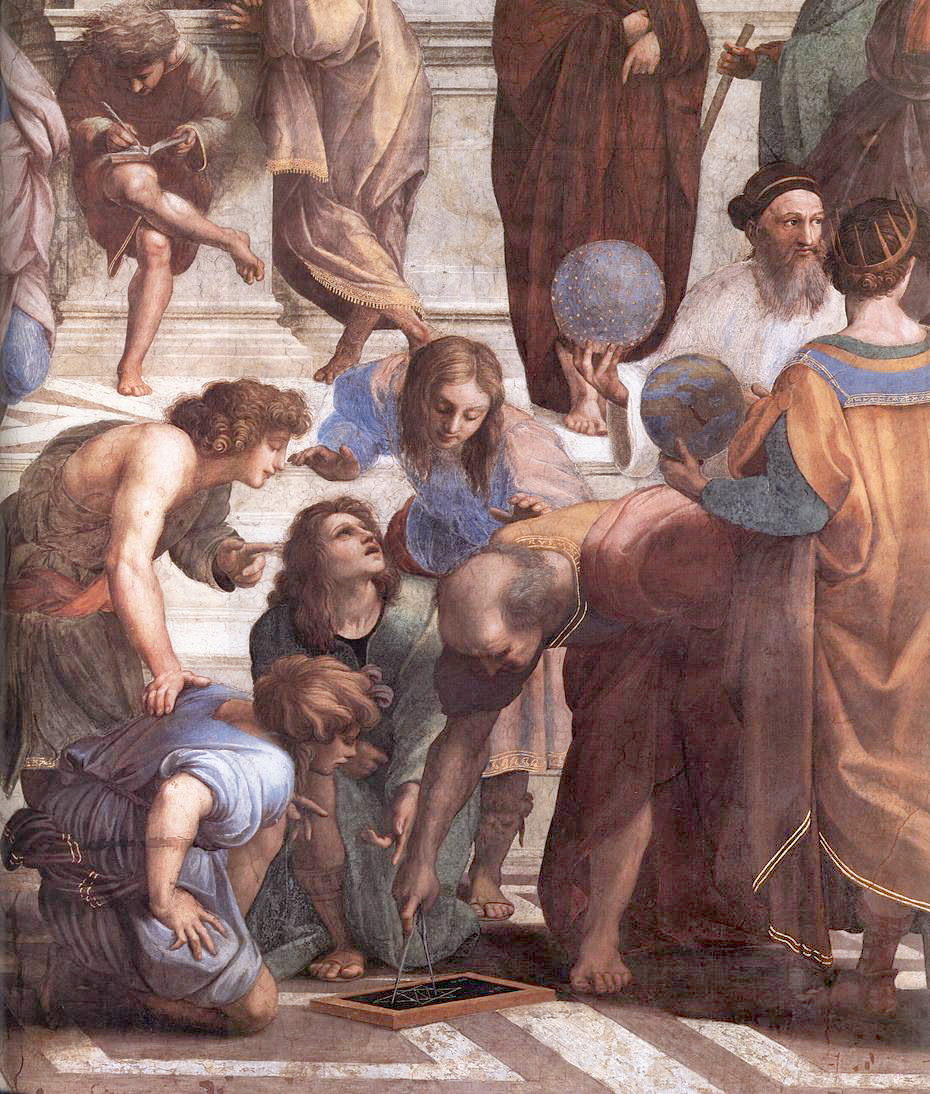
Bramante als Euclides of Archimedes
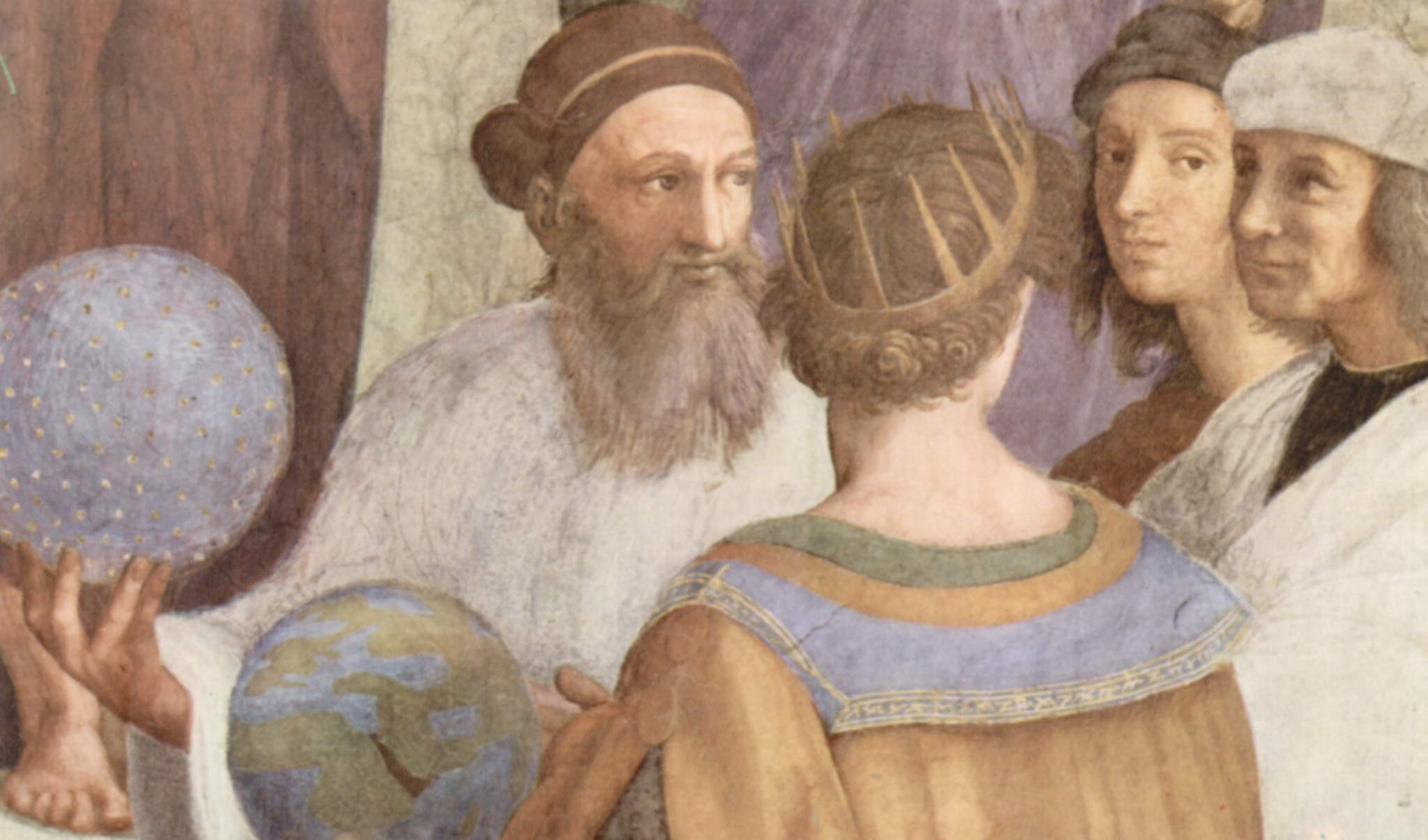
Strabo of Zoroaster, Claudius Ptolemaeus, Raphael als Apelles en Il Sodoma als Protogenes

## Wetenswaardigheden
- Een fragment van De school van Athene is gebruikt voor de omslag van de albums Use Your Illusion van de hardrockband Guns N' Roses, uitgebracht in 1991. Er zijn op de albumhoes twee onbekende figuren te zien, die tegen een zuil aanleunen aan de rechterkant van het fresco.

Fresco's: De triomf van Galatea · Stanza della Segnatura · Dispuut over het Heilige Sacrament · De school van Athene · Stanza di Eliodoro

Altaarstukken: Het huwelijk van de Maagd Maria · De heilige Catharina van Alexandrië · Christus valt onder het kruis · De transfiguratie

Madonna's: Madonna van de groothertog · Kleine Cowper-madonna · Madonna met de distelvink · Madonna met de anjer · La belle jardinière · Aldobrandini-Madonna · Madonna van Loreto · Alba-madonna · Madonna van Foligno · Madonna met de stoel · Sixtijnse Madonna

Allegorische schilderijen: De droom van de ridder · De drie gratiën

Portretten: Bindo Altoviti · Baldassar Castiglione · Agnolo Doni · Maddalena Doni · De dame met de eenhoorn · De zwangere · La Donna Velata